# Alice Tumler

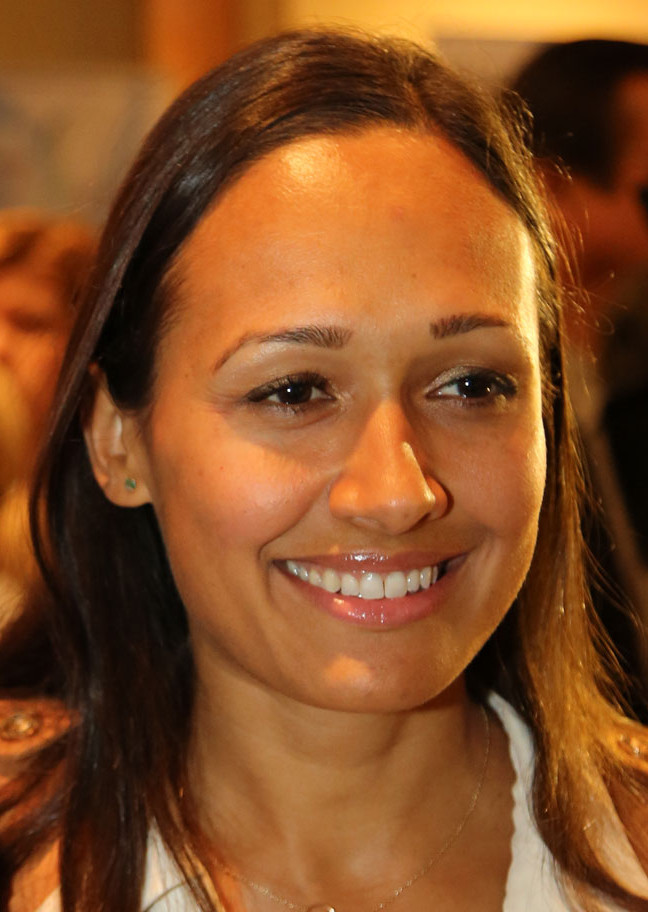
Alice Tumler (2015).

Alice Tumler, född 11 november 1978 i Innsbruck, är en österrikisk programledare. Hon var programledare för Eurovision Song Contest 2015 tillsammans med Mirjam Weichselbraun och Arabella Kiesbauer.